# Товстолуг
Товстолу́г — село в Україні, у Великогаївській сільській громаді Тернопільського району Тернопільської області.
Було центром сільської ради, якій підпорядковувалося с. Застінка. Від вересня 2015 року ввійшло у склад Великогаївської сільської громади.
Населення — близько 700 осіб (станом на 2024 рік).

## Географія
Розташоване на річці Гнізна, лівій притоці річки Серету басейну Дністра, в центрі району за 12 км на південний захід від міста Тернопіль та 6 км на південь від найближчої залізничної зупинки Дичків.
Площа села становить 3,1 квадратних кілометрів. Кількість дворів становить 350. 
У селі є вулиці: Богдана Хмельницького, Глиняна, Застіноцька, Лесі Українки, Набережна, Невідома, Центральна, Франка, Центральна та Шевченка.

## Історія
Поблизу Товстолуга виявлено археологічні пам'ятки давньоруської культури. Давньоруський могильник розміщений в урочищі “Могилки”. На могильнику наявні курганні та підплитові поховання. Кургани розкопав в 1877 році А.Кіркор. Антропологічні дослідження провів І.Коперницький.
Перша писемна згадка походить з 1482 р.згідно з актами гродськими і земськими як власність Якуба Ворони. Назва походить, найімовірніше, від місця розташування – серед розлогих, “товстих”, багатих сінокосами лук.
У 1760 році відбулося селянське повстання.
У 1832 році в Товстолузі була дерев’яна церква, працювало дві каменоломні. Село славилося роботами місцевих каменярів, які виготовляли фіґури і надгробки.
Окрім рільництва, частина населення займалася видобутком та обробкою каменю з місцевих каменоломень; працювали династії майстрів-каменотесів, які виготовляли «фіґури», пам'ятники, здебільшого надгробні.
1890 року в селі працювали каменеломні та корчма. У 1913 році споруджено костел (згорів за радянської влади).
1915 року велика земельна власність належала Мохнацькому.
Перед Першою світова війною діяли дві читальні «Просвіти» та одна москвофільська. 
В УСС і УГА воювали Григорій Гуцал, Ярослав Дупак, Василь Жминда, Василь, Іван і Петро Назарки, сотник УГА Осип (Йосип) Павлишин (1892–1942), Михайло Терний, Іван Томків, Василь, Іван і Степан Шайнюки,
За сприяння педагогів-просвітян Товстолугу О.-Л. i T. Павлишиних у 1920-1930-ті організовано протиалкогольне товариство «Відродження», відновлено діяльність «Просвіти», утворені товариства «Січ», «Союз українок», «Рідна школа», кооператива, «Маслосоюз», хор, драмгурток.

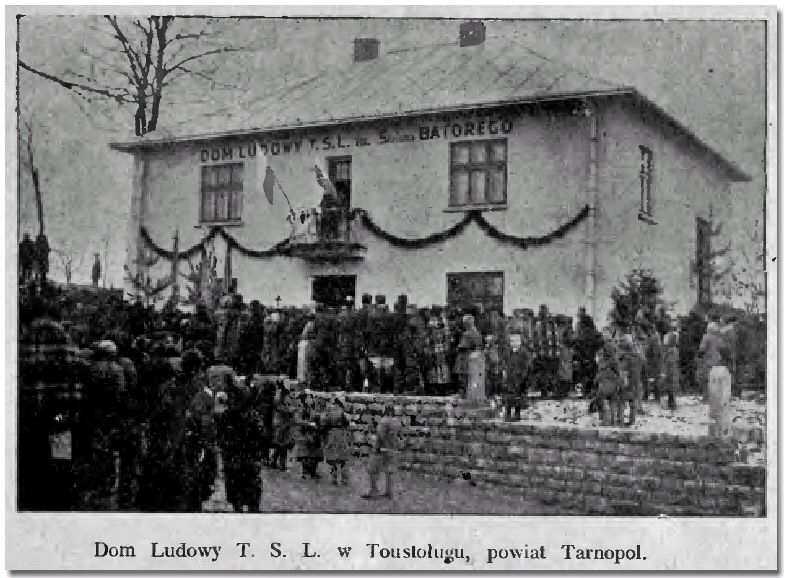
Народний Дім ім. Стефана Баторія Товариства Народної Школи в Товстолузі. Фотографія у газеті "Схід" ("Wschód") №9 30.04.1936 р.

У 1930-ті роки завершено будівництво триповерхового Народного дому — одного з найкращих на Тернопільщині.
1 серпня 1934 року в рамках реформи на підставі нового закону про самоуправління (23 березня 1933 року) увійшло до нової сільської гміни Баворів (Тернопільський повіт Тернопільського воєводства).
12 червня 2020 року, відповідно до розпорядження Кабінету Міністрів України № 724-р «Про визначення адміністративних центрів та затвердження територій територіальних громад Тернопільської області» увійшло до складу Великогаївської сільської громади.
19 липня 2020 року, в результаті адміністративно-територіальної реформи та ліквідації Тернопільського району, село увійшло до складу новоутвореного Тернопільського району.

## Населення
У 2014 році в селі мешкало 715 осіб. 1890 року в селі мешкало 965 жителів, із них – 643 українців, 294 поляки та 28 євреїв. Згідно з переписом УРСР 1989 року чисельність наявного населення села становила 1189 осіб, з яких 543 чоловіки та 646 жінок.
За переписом населення України 2001 року в селі мешкали 722 особи.

### Мова
Розподіл населення за рідною мовою за даними перепису 2001 року:
| Мова       | Відсоток |
| ---------- | -------- |
| українська | 99,86 %  |
| російська  | 0,14 %   |

## Соціальна сфера
У селі працює ЗОШ 1-3 ступенів. Заснована 1968 року. У школі є комп'ютерний клас, фізіотерапевтичний кабінет та гурток «Каменотес». 
Відомо, що 1851 року заснована однокласна школа.
Також у селі працює бібліотека.

## Культура
У селі є клуб.

## Охорона здоров'я
У селі працює фельдшерсько-акушерський пункт.

## Економіка
У селі є відділення зв'язку, ПМП «Агрон», фермерське господарства та торговельні заклади.

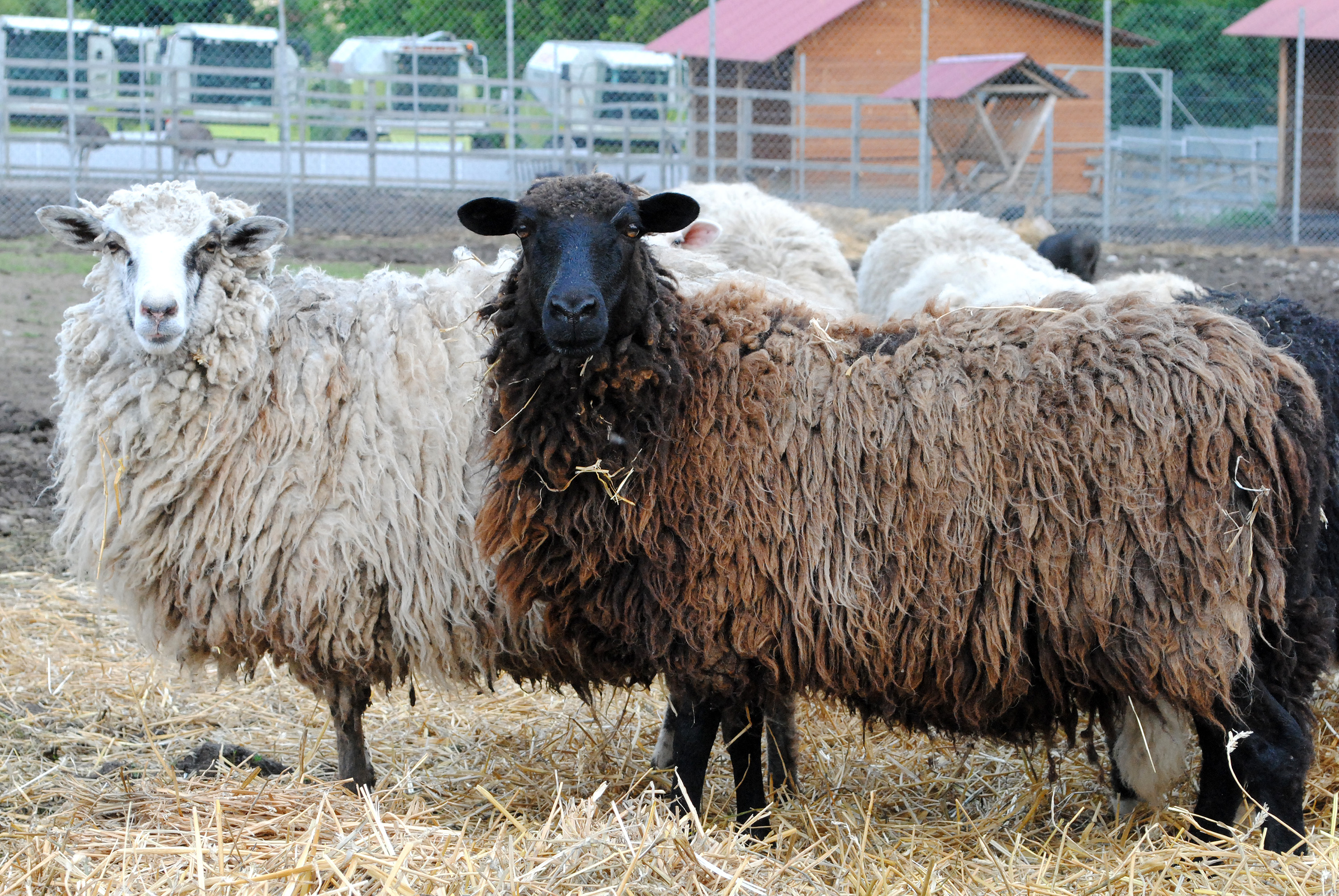
Вівці на фермі ПМП «Агрон»
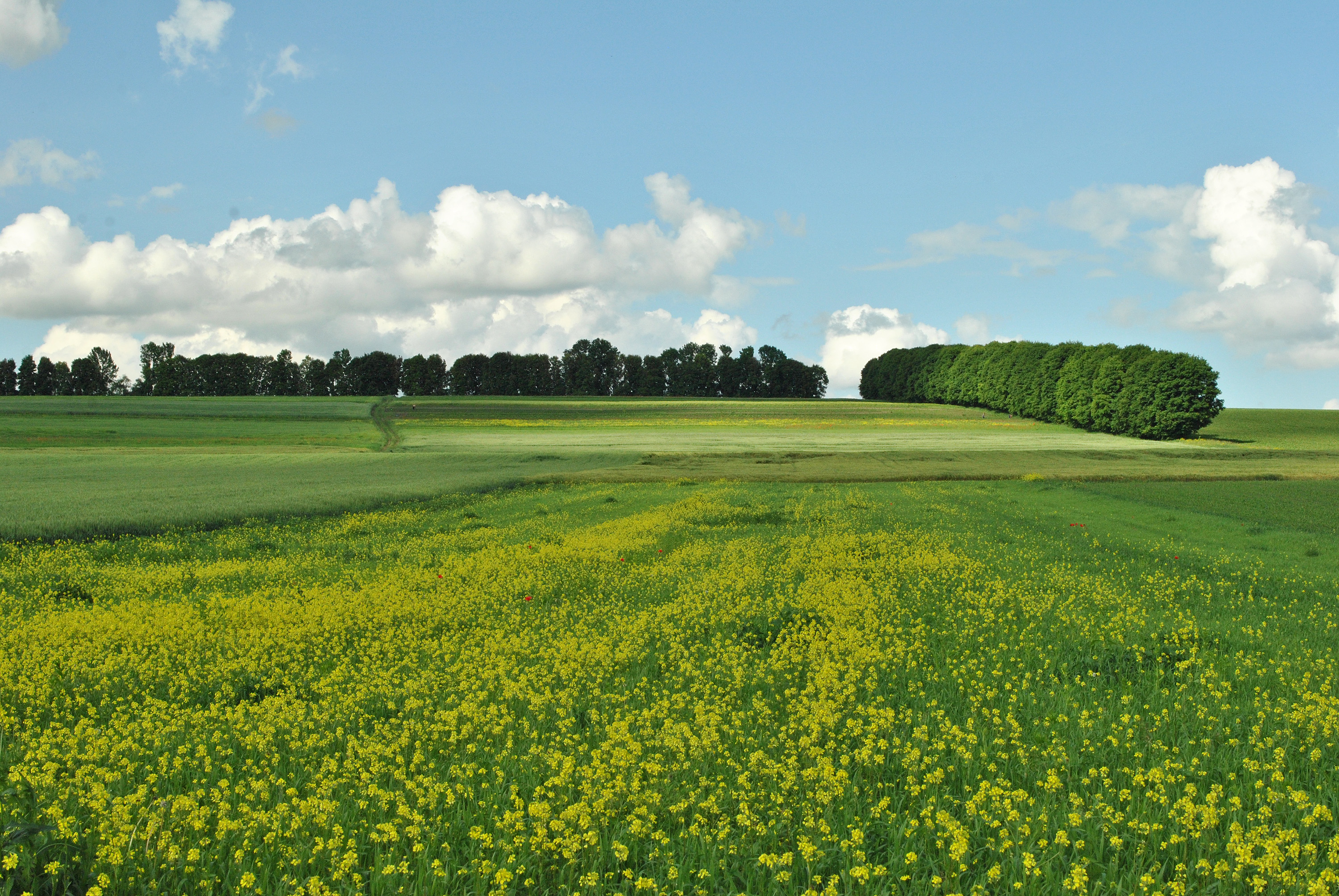
Квітуче поле

## Пам'ятки

### Історії та природи
У полі на схід від села серед поля є пам'ятка історії та культури України — Козацька могила XVI століття. На кургані зростає ботанічна пам'ятка природи — Товстолузький дуб.

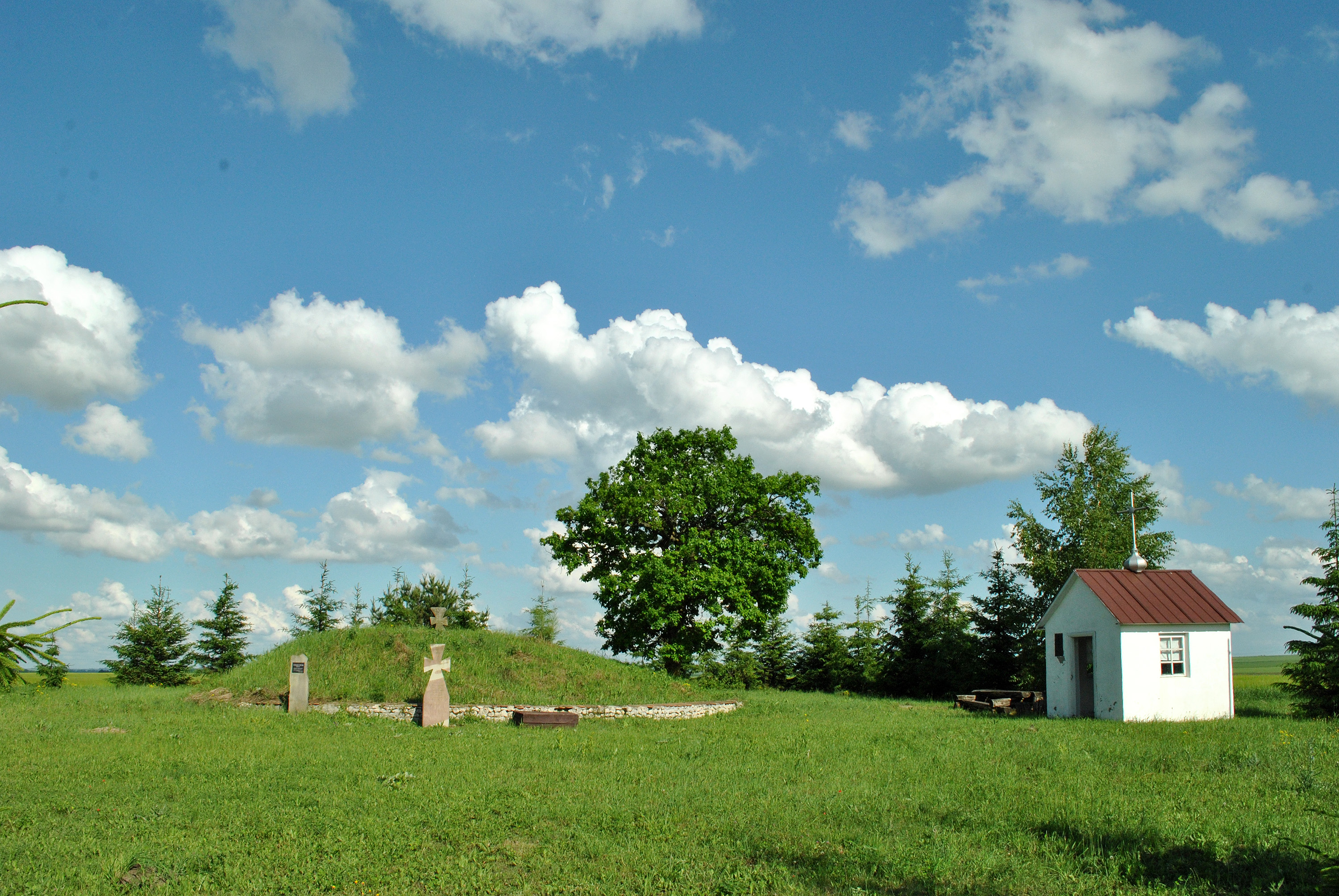
Козацька могила і Товстолузький дуб

### Архітектури
Є церква святого Юрія Побідоносця (1900 р., кам'яна) збудована на місці колишньої дерев'яної.
Не дарма церква мурована — місцеве населення здавна професійно займалося видобутком та обробкою каменю з навколишніх каменоломень. Про майстерність місцевих династій каменотесів свідчать численні скульптури на старому цвинтарі, а також древня, як на око, кінця XVIII ст. «фігура» святого Яна Непомука край дороги. Стилістично — динамічна, бароково-вигнута, з майстерно виконаними складками тканини одягу. Фігуру приписують або самому Іванові Георгію Пінзелю, або комусь з його учнів.

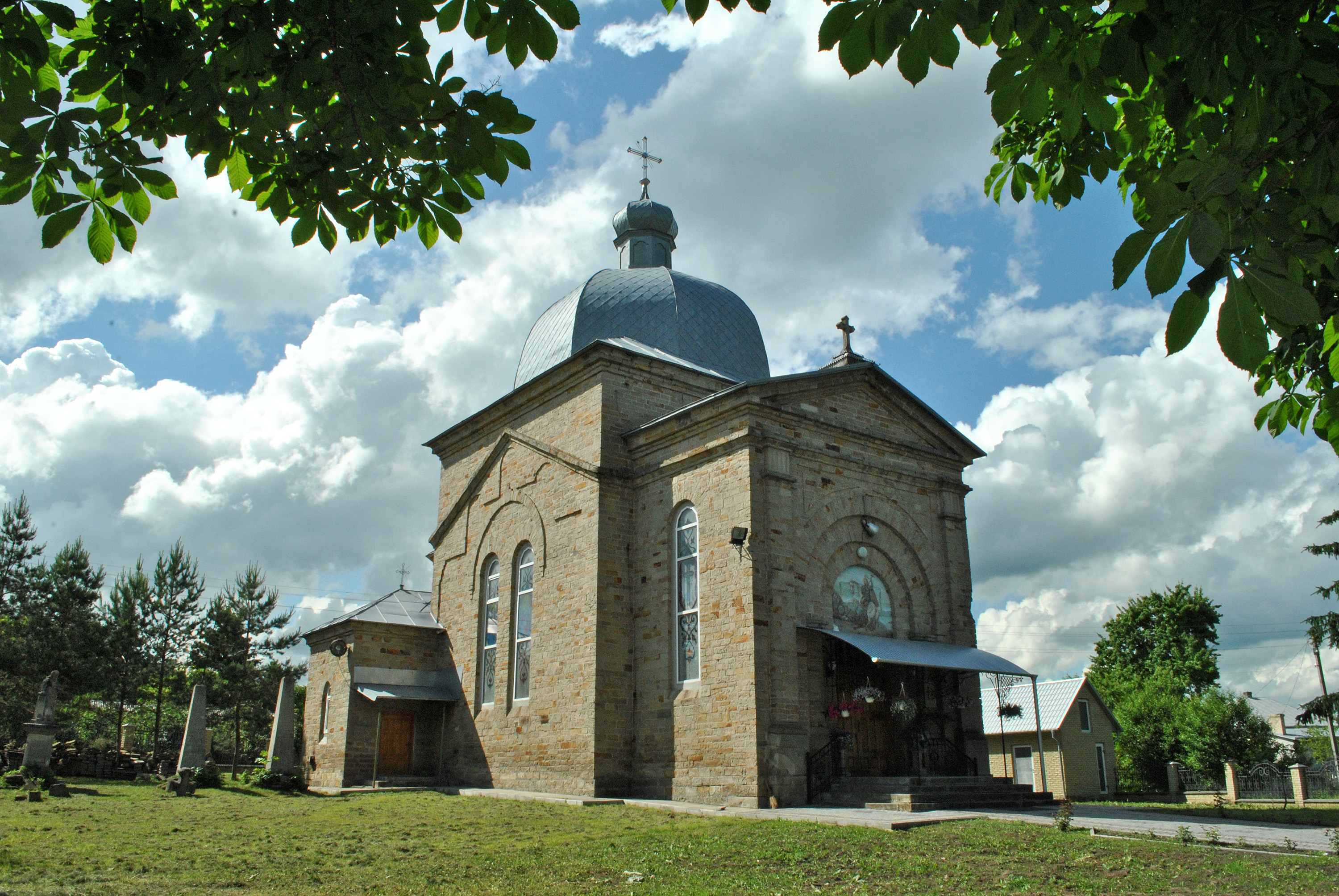
Церква святого Георгія Побідоносця

### Інші
Є хрест на честь скасування панщини.
У 1967 р. встановлено монумент жителям села, що загинули в Другій світовій війні (високий бетонно-кам'яний пам'ятник авторства тернопільського скульптора В. Панчишина). В 1992 р. з'явився пам'ятник Тарасові Шевченку (скульптор Т. Шулик).
Насипано символічну могилу Борцям за волю України (1991 р.).
Скульптура святого Іоана Непомука
Щойновиявлена пам'ятка монументального мистецтва. Розташована біля господарського двору і дороги.
Робота самодіяльних майстрів, виготовлена із каменю (встановлена 1801 р.).
Постамент — 2,8х0,95х0,95 м, висота скульптури 1,3 м; цоколь — 1,25х2,3х2,3 м, площа — 0,0006 га.

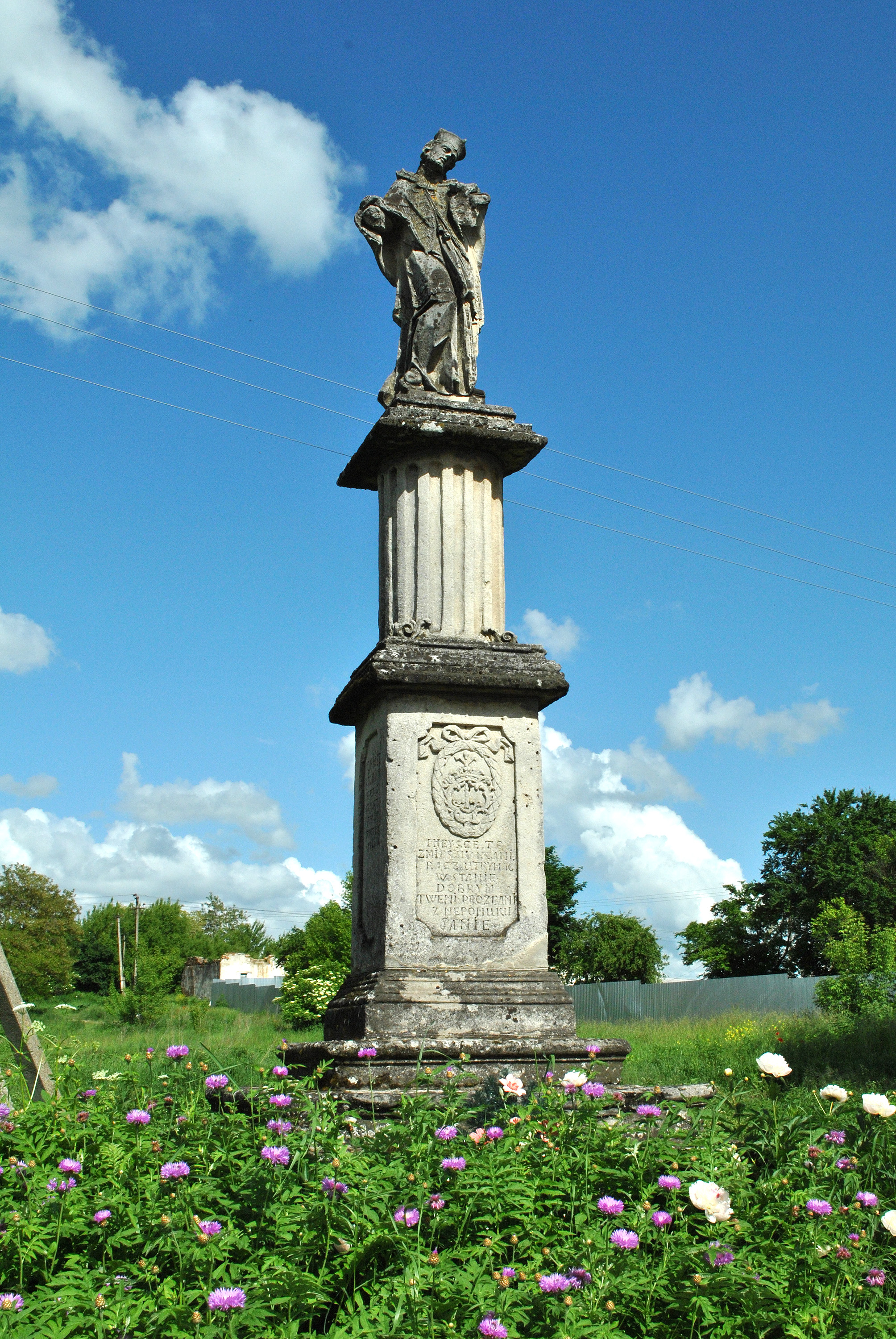
Фігура святого Яна Непомука

## Спорт
Є футбольний клуб «Агрон», який бере участь у першості області та чемпіонату україни серед аматорських команд.
Діє футбольний клуб Товстолуг-Застінка. який бере участь у районній лізі по футболу.

ФК «Товстолуг-Застінка 2020р»
ФК «Товстолуг-Застінка 2024р»

## Відомі люди

### Народилися
- Іриней-Іван Назарко (1905–1976)[14] — релігійний діяч, вчений-теолог, доктор філософії, професор;
- Олександра Гаврилюк (1936–1998)[15] — ланкова місцевого колгоспу, Герой соціалістичної праці (1965)
- Зенон Гнопко — диригент, діяч культури
- Петро Литвин (1961)[16],[17],[18] — фотожурналіст, підприємець, меценат,
- Осип-Лев Павлишин (1882 - 1942) року — вчитель, вояк УГА, громадсько-політичний діяч, також проживав тут.

### Пов'язані зі селом
- Мар'ян Вархолік — майстер-сірникар, лауреат «Національного реєстру рекордів України» в номінації «Найбільша барельєфна картина із сірників» за сірникове відтворення Архікатедрального собору Непорочного Зачаття Пресвятої Богородиці, автор ще більше 40 інших робіт із сірників. Сьогодні навряд здивуєш когось грою на гітарі чи бандурі, а от Мар'ян Вархолік може зіграти на музичних інструментах, зроблених власноруч. Колишній діджей майструє гітари та бандури зі звичайних сірників! На черзі - скрипка та піаніно. Тоді можна буде зіграти в сірниковому оркестрі. Мар'ян створює із сірників також макети храмів, стадіонів, картини, вишиванки. А не так давно він презентував портрет Т.Г. Шевченка. [19]
- Михайло Миколенко — педагог, громадсько-політичний діяч, голова Тернопільської обласної ради (2006–2009) — директором середньої школи, проживає, працював.

## Галерея

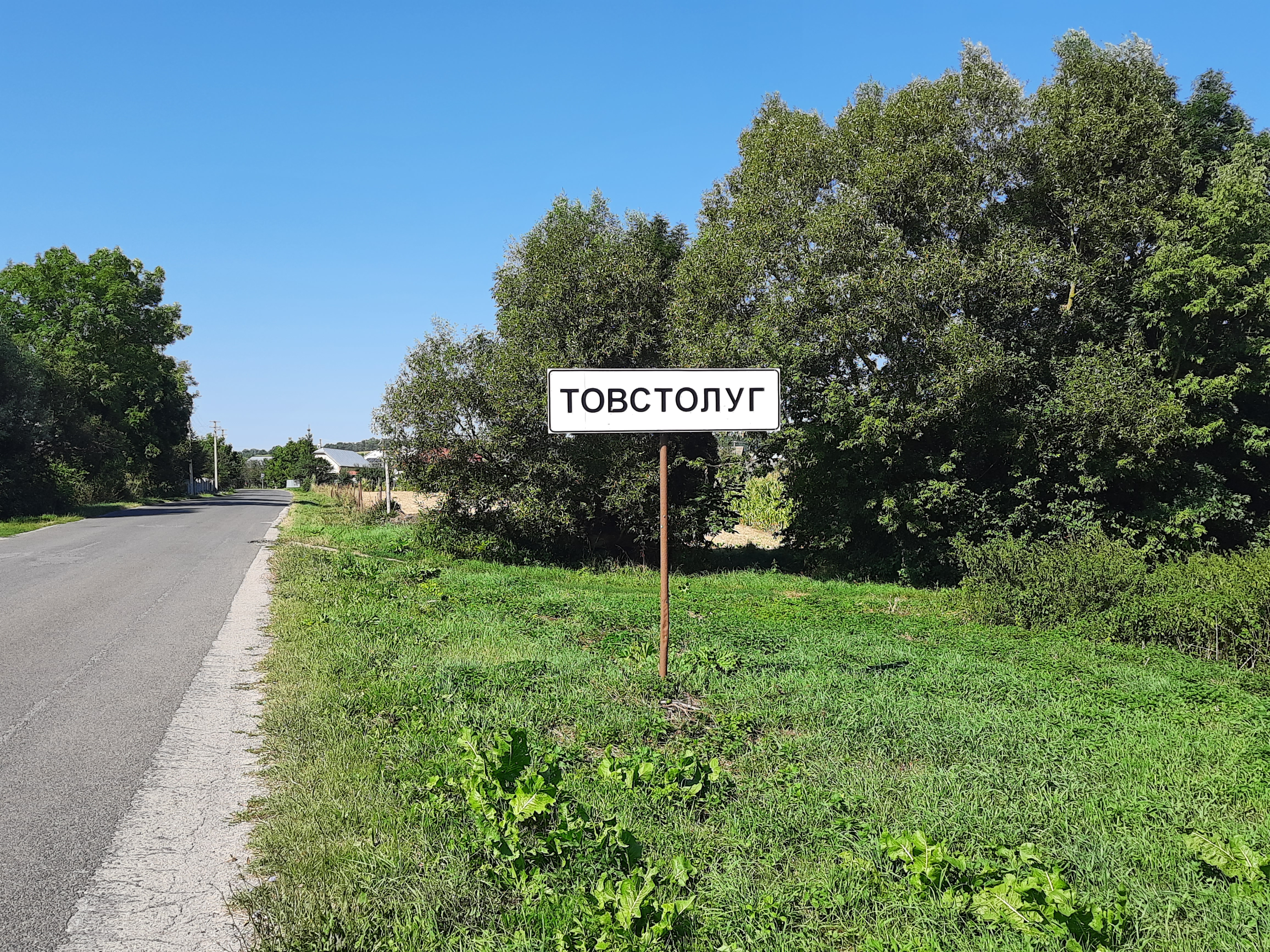
Дорожній знак при в'їзді в село
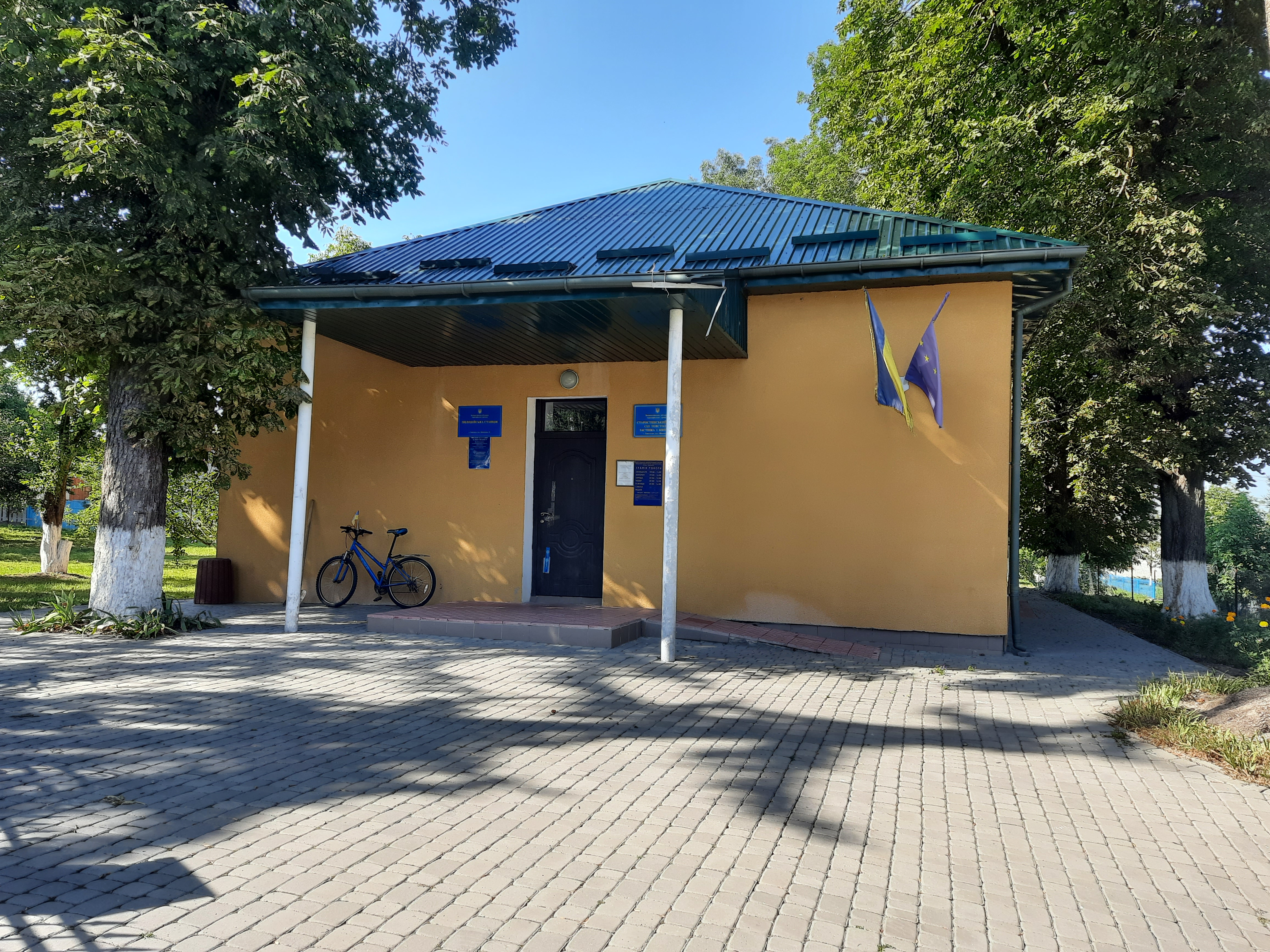
Старостат
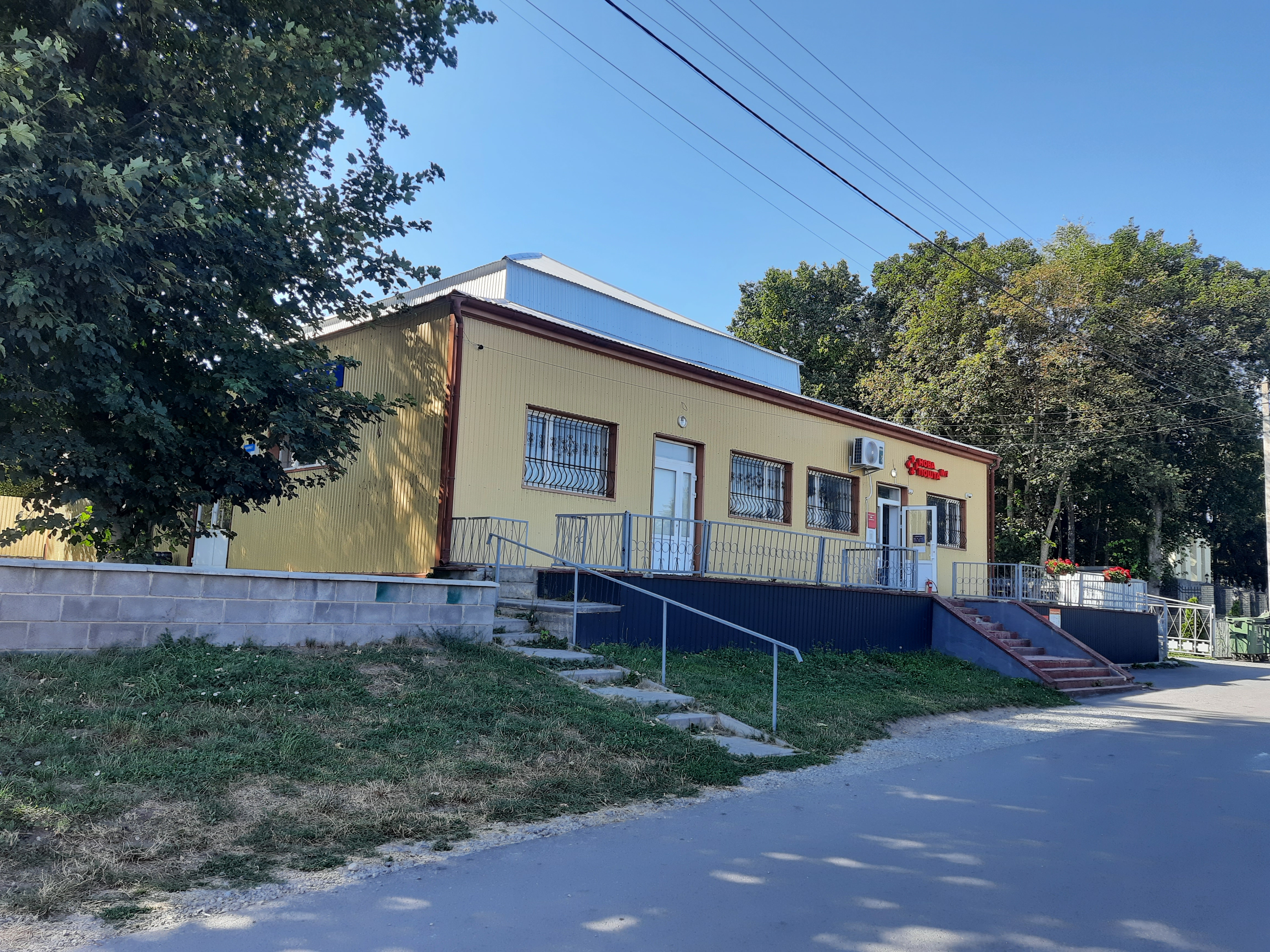
Поштове відділення
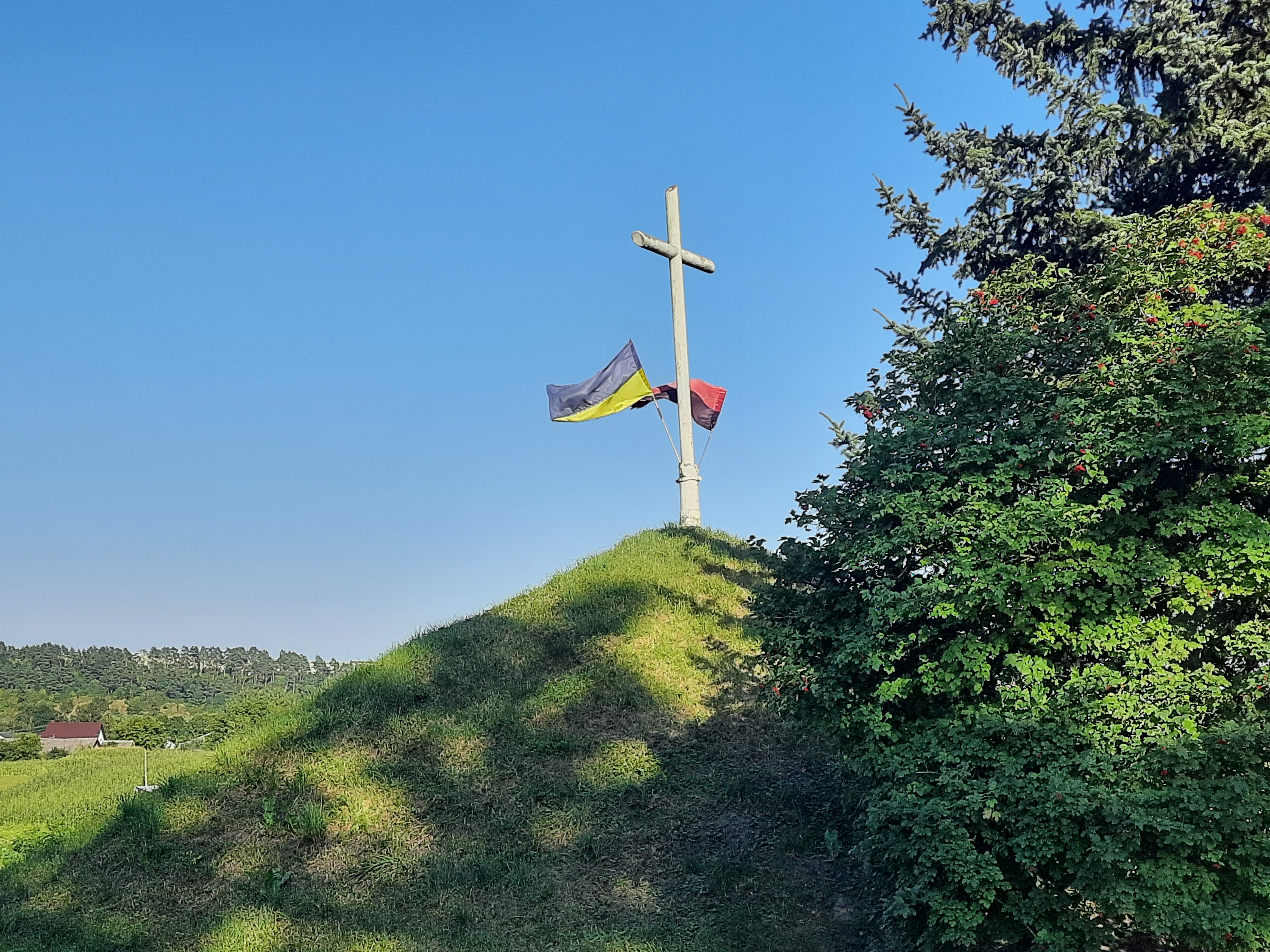
Символічна могила Борцям за волю України
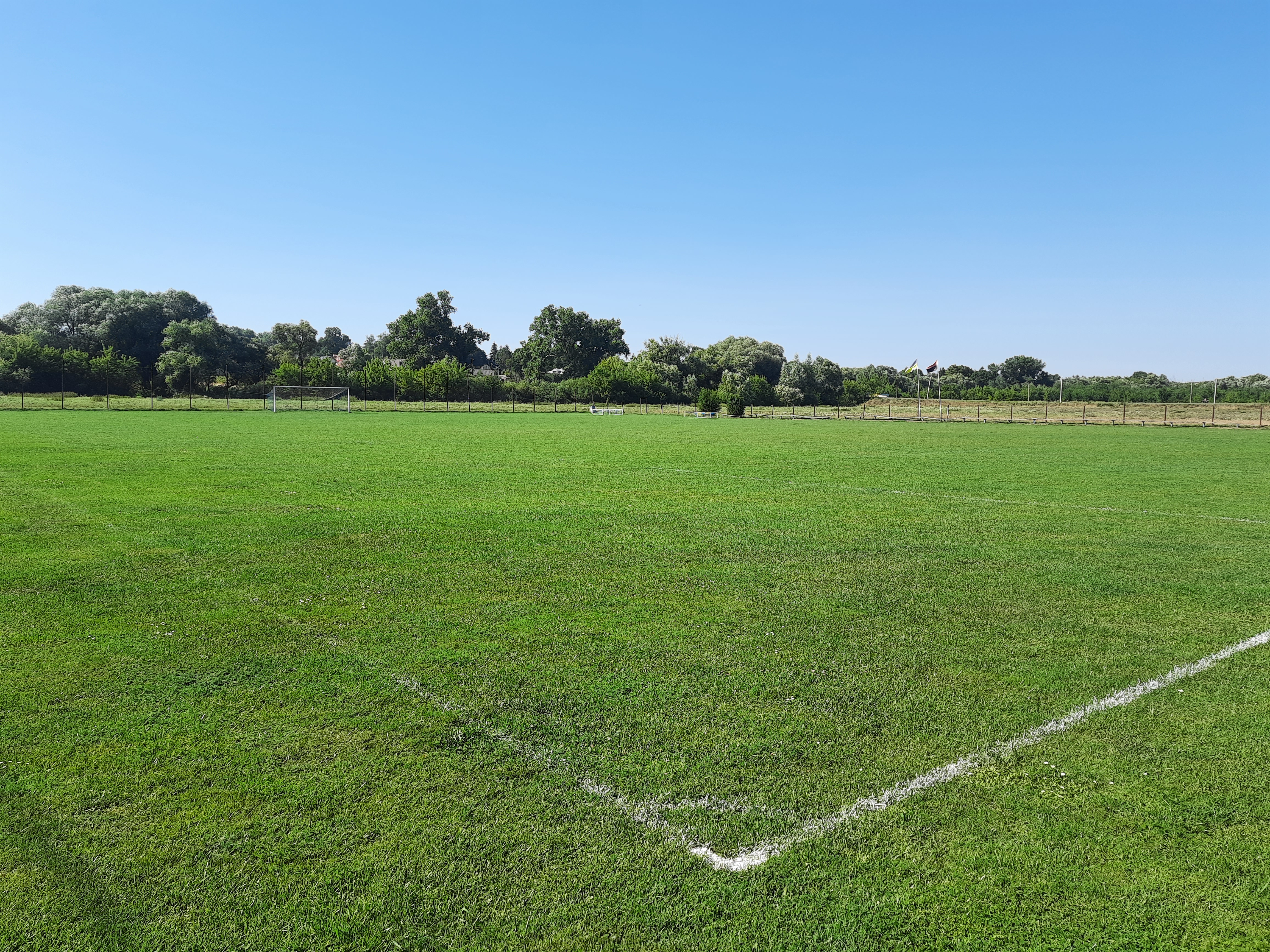
Стадіон
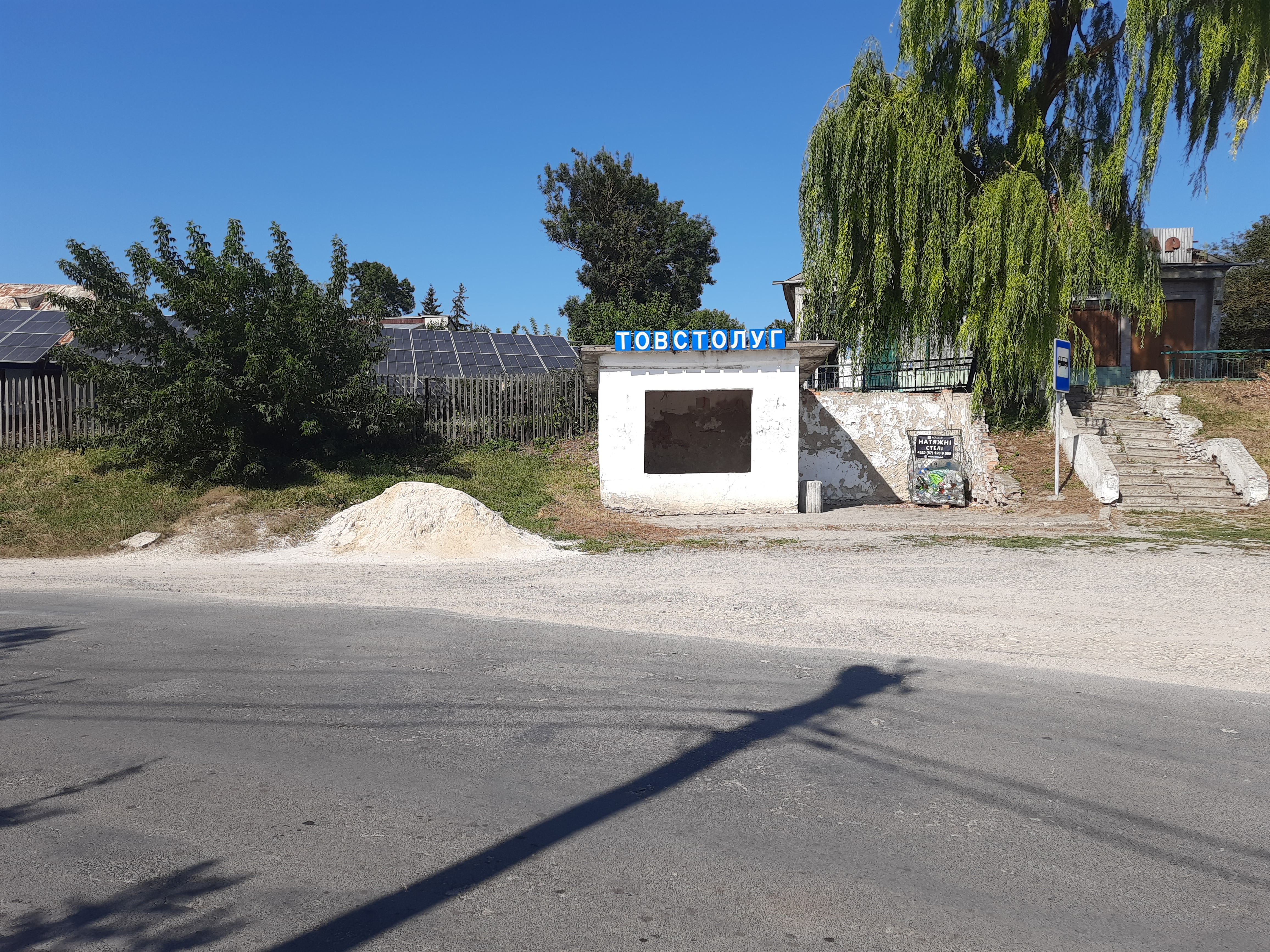
Автобусна зупинка
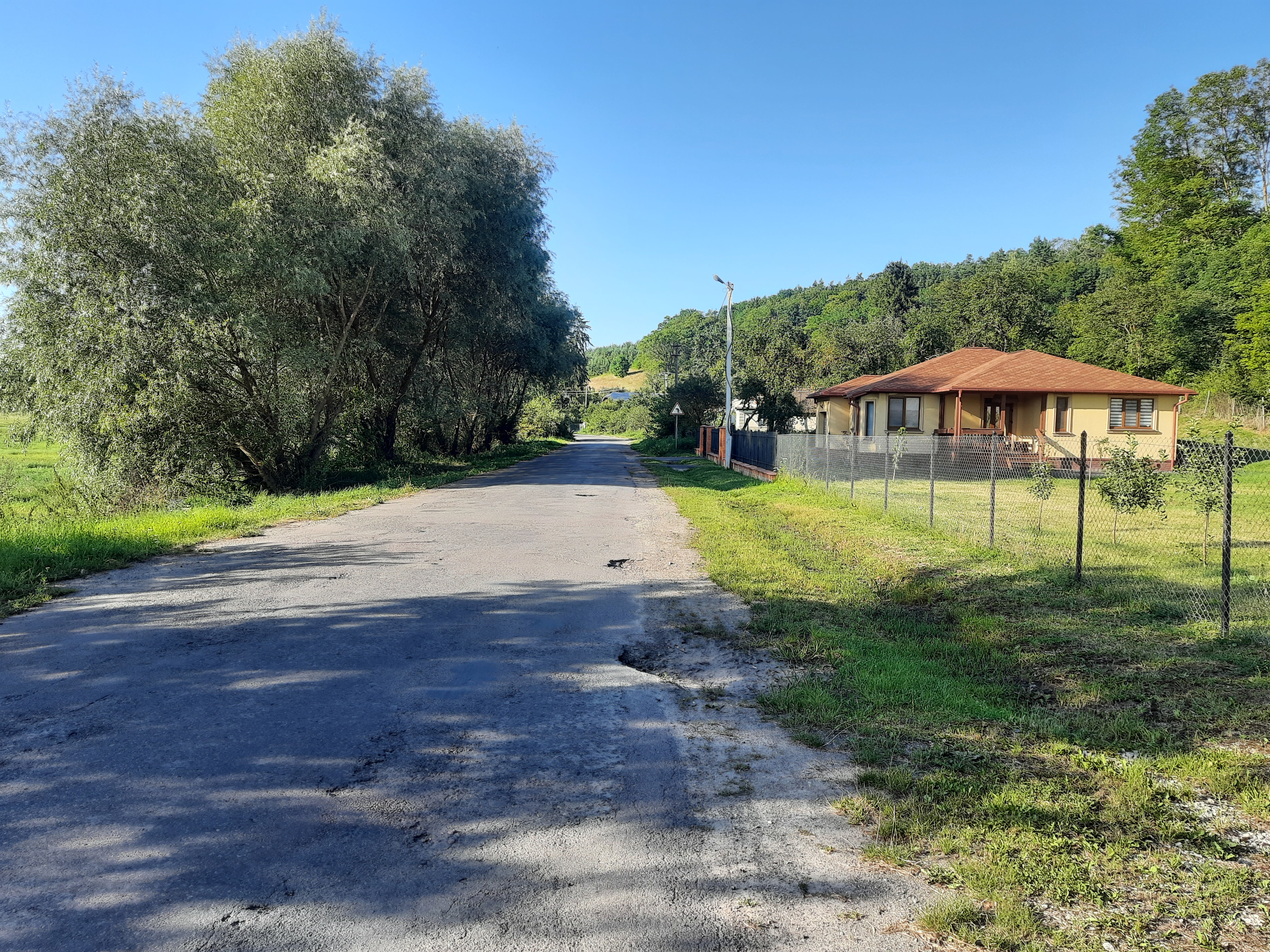
Околиця села